# Cupeta

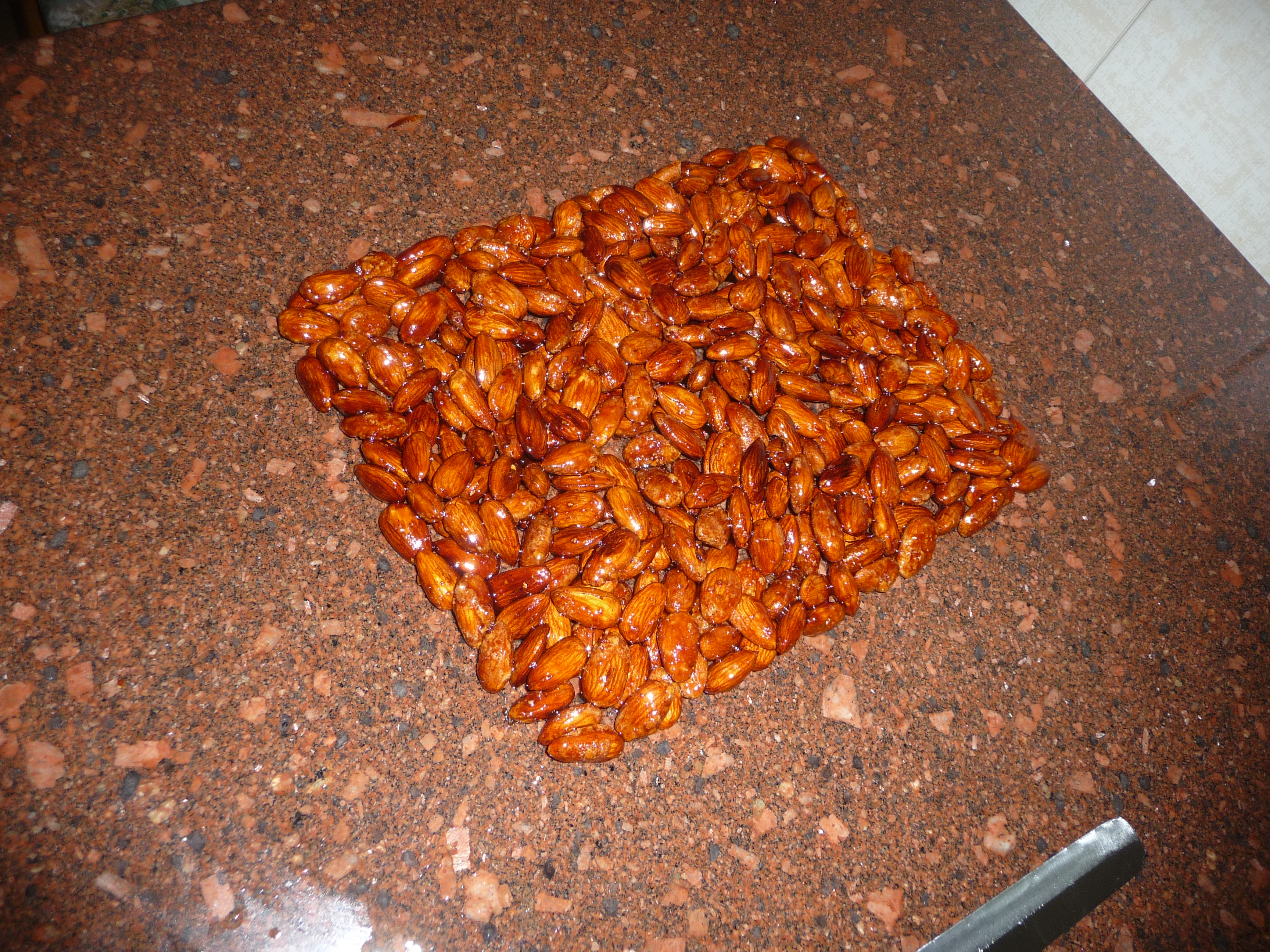
Una cupeta.

La cupeta es un dulce típico de Montepaone (Calabria), derivado de una mezcla de ingredientes tales como sésamo, almendra, miel, harina y opcionalmente vino cotto y aromas diversos para darle un toque de sabor más intenso.

## Historia
La receta es celosamente guardada en secreto por los maestri copetai y se transmite de padre a hijo.
El dulce es típico de Navidad, ya que la presencia de miel impide la perfecta conservación del dulce durante el periodo estival.